# Лукин, Валентин Алексеевич
Валентин Алексеевич Лукин — советский и российский акушер-гинеколог, эмбриолог и репродуктолог. В составе группы известных специалистов (под руководством профессора Кулакова В. И. и зав. кафедрой Леонова Б. В.) стоял у истоков разработки программы экстракорпорального оплодотворения в СССР. Его лечебная, профессиональная и исследовательская работа отмечены многими мировыми специалистами, он активно сотрудничал с иностранными специалистами в Австралии, Швейцарии, Индии, Германии, Италии, Франции, Канаде. Лауреат премии «Хрустальная пробирка» (его именем названа номинация «Эмбриолог года»), награждён Государственной премией за вклад в медицину, являлся членом комитета Государственной думы по охране здоровья.

## Биография
Родился 1 сентября 1941 года в селе Куркино Куркинского района Тульской обл., недалеко от исторического Куликова Поля. Он был младшим, шестым ребёнком.
После окончания Куркинской средней школы в 1958 году поступил в МВТУ им. Баумана, но не проучившись и год, ушел, и поступил в 1959 году в Первый Московский государственный медицинский университет имени И. М. Сеченова на факультет «Лечебное дело». Закончив его с отличием в 1965 году был направлен по специальности на 3-х летнюю практику врачом-гинекологом на Камчатку, в посёлок Палана.
После возвращения в Москву в 1968 г. начал вести научную деятельность во Всесоюзном НИИ акушерства и гинекологии Министерства здравоохранения СССР: с 1968 года как ординатор, с 1970 года как аспирант, с 1973 года как младший, и, впоследствии, как старший научный сотрудник. В 1973 году защитил диссертацию на звание кандидата медицинских наук. С 1980 он в составе группы эмбриологов начинает работать над программой экстракорпорального оплодотворения. Результатом работы эмбриолога Лукина В. А. и акушера-гинеколога Калининой Е. А. стало рождение в феврале 1986 года первого в СССР ребёнка, зачатого с помощью ЭКО (из яйцеклетки, оплодотворённой вне организма матери — in vitro).

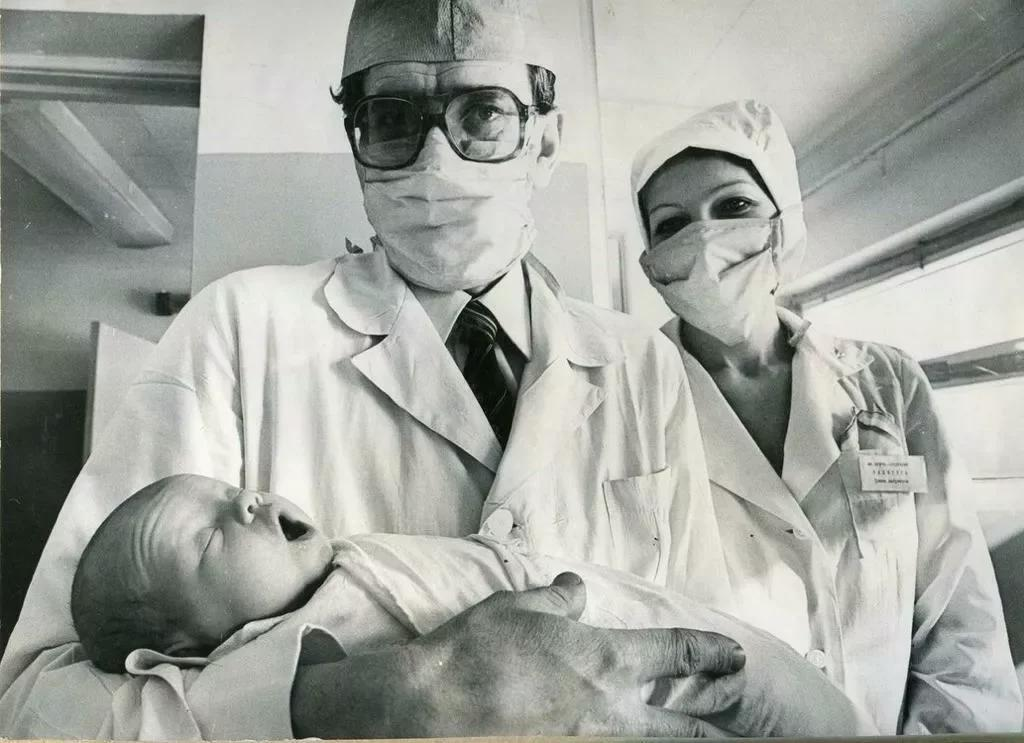
Лукин В. А. и Калинина Е. А. с первым ребёнком, рождённым в СССР с помощью ЭКО

С 1990 г. — ведущий научный сотрудник ВНИЦОЗМиР по направлению «Репродукция человека и экстракорпоральное оплодотворение».
В 1994 г. на базе ММА им. Сеченова создается отделение ЭКО в составе клиники планирования семьи, которое возглавила Елена Андреевна Калинина. Вместе с ней на работу в ММА перешёл и Валентин Алексеевич Лукин, совмещавший работы репродуктолога и эмбриолога, что являлось уникальным опытом в России.
Являлся членом комитета Государственной думы по охране здоровья. Лауреат премии Правительства РФ («Программа ЭКО в лечении бесплодного брака») в 1996 году. Член совета Российской ассоциации репродукции человека.
Последние годы жизни стал инвалидом в связи с ампутацией ноги. Скончался 13 апреля 2008 года на 67 году жизни, похоронен на Хованском кладбище города Москвы.